# Druhá vláda Marka Rutteho
Druhá vláda Marka Rutteho byla v letech 2012–2017 nizozemská koaliční vláda složená ze zástupců Lidové strany pro svobodu a demokracii (VVD) a Strany práce (PvdA). V jejím čele stál Mark Rutte z VVD. Kabinet nahradil po předčasných volbách v roce 2012 první vládu Marka Rutteho. Po volbách v březnu 2017 byl 26. října téhož roku nahrazen třetí vládou Marka Rutteho.

## Složení vlády
Vláda je tvořena předsedou vlády z VVD, 12 ministry (po 6 z VVD a PvdA) a 7 státními sekretáři (4 z PvdA a 3 z VVD).

### Členové vlády
| Foto                                   | Gesce úřadu | Osoba                                                  | Strana |
| -------------------------------------- | --- | ------------------------------------------------------ | ------ |
| Portrét Marka Rutteho                  | předseda vlády ministr všeobecných věcí | Mark Rutte                                             | VVD    |
| Portrét Lodewijka Asschera             | místopředseda vlády ministr sociálních věcí a zaměstnanosti                                                                                                  | Lodewijk Asscher                                       | PvdA   |
| Portrét Ronalda Plasterka              | ministr vnitra a královských vztahů | Ronald Plasterk (do 29. června 2016)                   | PvdA   |
| Portrét Stefa Bloka                    | ministr vnitra a královských vztahů | Stef Blok (29. června 2016 – 16. září 2016)            | VVD    |
| Portrét Ronalda Plasterka              | ministr vnitra a královských vztahů | Ronald Plasterk (od 16. září 2016)                     | PvdA   |
| Portrét Franse Timmermanse             | ministr zahraničních věcí | Frans Timmermans (do 17. října 2014)                   | PvdA   |
| Portrét Berta Koenderse                | ministr zahraničních věcí | Bert Koenders (od 17. října 2014)                      | PvdA   |
| Portrét Jeroena Dijsselbloema          | ministr financí | Jeroen Dijsselbloem                                    | PvdA   |
| Portrét Iva Opsteltena                 | ministr spravedlnosti a bezpečnosti | Ivo Opstelten (do 10. března 2015)                     | VVD    |
| Portrét Stefa Bloka                    | ministr spravedlnosti a bezpečnosti | Stef Blok (10. března 2015 – 20. března 2015)          | VVD    |
| Portrét Arda van der Steura            | ministr spravedlnosti a bezpečnosti | Ard van der Steur (od 20. března 2015)                 | VVD    |
| Portrét Henka Kampa                    | ministr ekonomických záležitosti | Henk Kamp                                              | VVD    |
| Portrét Jeanine Hennis-Plasschahertové | ministryně obrany | Jeanine Hennis-Plasschaert                             | VVD    |
| Portrét Jet Bussemakerové              | ministryně vzdělání, kultury a vědy | Jet Bussemaker                                         | PvdA   |
| Portrét Melanie Schultz van Haegenové  | ministryně infrastruktury a životního prostředí | Melanie Schultz van Haegen                             | VVD    |
| Portrét Edith Schippersové             | ministryně zdravotnictví, prosperity a sportu | Edith Schippers                                        | VVD    |
| Portrét Stefa Bloka                    | ministr bez portfeje pro bytovou politiku a veřejnou službu                                                                                                  | Stef Blok                                              | VVD    |
| Portrét Lilianne Ploumenové            | ministryně bez portfeje pro zahraniční obchod a rozvojovou spolupráci                                                                                        | Lilianne Ploumen                                       | PvdA   |
| Portrét Franse Weekerse                | státní sekretář financí (fiskální záležitosti a finance nižších stupňů vlády)                                                                                | Frans Weekers (do 30. ledna 2014)                      | VVD    |
| Portrét Erica Wiebese                  | státní sekretář financí (fiskální záležitosti a finance nižších stupňů vlády)                                                                                | Eric Wiebes (od 4. února 2014)                         | VVD    |
| Portrét Freda Teevena                  | státní sekretář bezpečnosti a spravedlnosti (prevence, rodinné právo, mládež, autorské právo)                                                                | Fred Teeven                                            | VVD    |
| Portrét Co Verdaase                    | státní sekretář ekonomických záležitostí (zemědělství, příroda, kvalita potravin, turismus, poštovní služby)                                                 | Co Verdaas (do 6. prosince 2012)                       | PvdA   |
| Portrét Sharon Dijksmalová             | státní sekretář ekonomických záležitostí (zemědělství, příroda, kvalita potravin, turismus, poštovní služby)                                                 | Sharon Dijksma (18. prosince 2012 – 3. listopadu 2015) | PvdA   |
| Portrét Martijna van Dama              | státní sekretář ekonomických záležitostí (zemědělství, příroda, kvalita potravin, turismus, poštovní služby)                                                 | Martijn van Dam (od 3. listopadu 2015)                 | PvdA   |
| Portrét Sandera Dekkera                | státní sekretář vzdělávání, kultury a vědy (vyšší vzdělávání, věda, učitelé, kultura)                                                                        | Sander Dekker                                          | VVD    |
| Portrét Wilmy Mansveldové              | státní sekretářka infrastruktury a životního prostředí (vodní politika, životní prostředí, letectví)                                                         | Wilma Mansveld (do 3. listopadu 2015)                  | PvdA   |
| Portrét Sharon Dijksmalová             | státní sekretářka infrastruktury a životního prostředí (vodní politika, životní prostředí, letectví)                                                         | Sharon Dijksma (od 3. listopadu 2015)                  |        |
| Portrét Martina van Rijna              | státní sekretář zdravotnictví, prosperity a sportu (ošetřovatelství, politika tykající se starších, mládeže, biotechnologií)                                 | Martin van Rijn                                        | PvdA   |
| Portrét Jetty Klijnsmaové              | státní sekretářka sociálních věcí a zaměstnanosti (pojištění v nezaměstnanosti (částečně), rovnost, dlouhodobá nezaměstnanost, chudoba, zdraví a bezpečnost) | Jetta Klijnsma                                         | PvdA   |